# Angelo Pagani

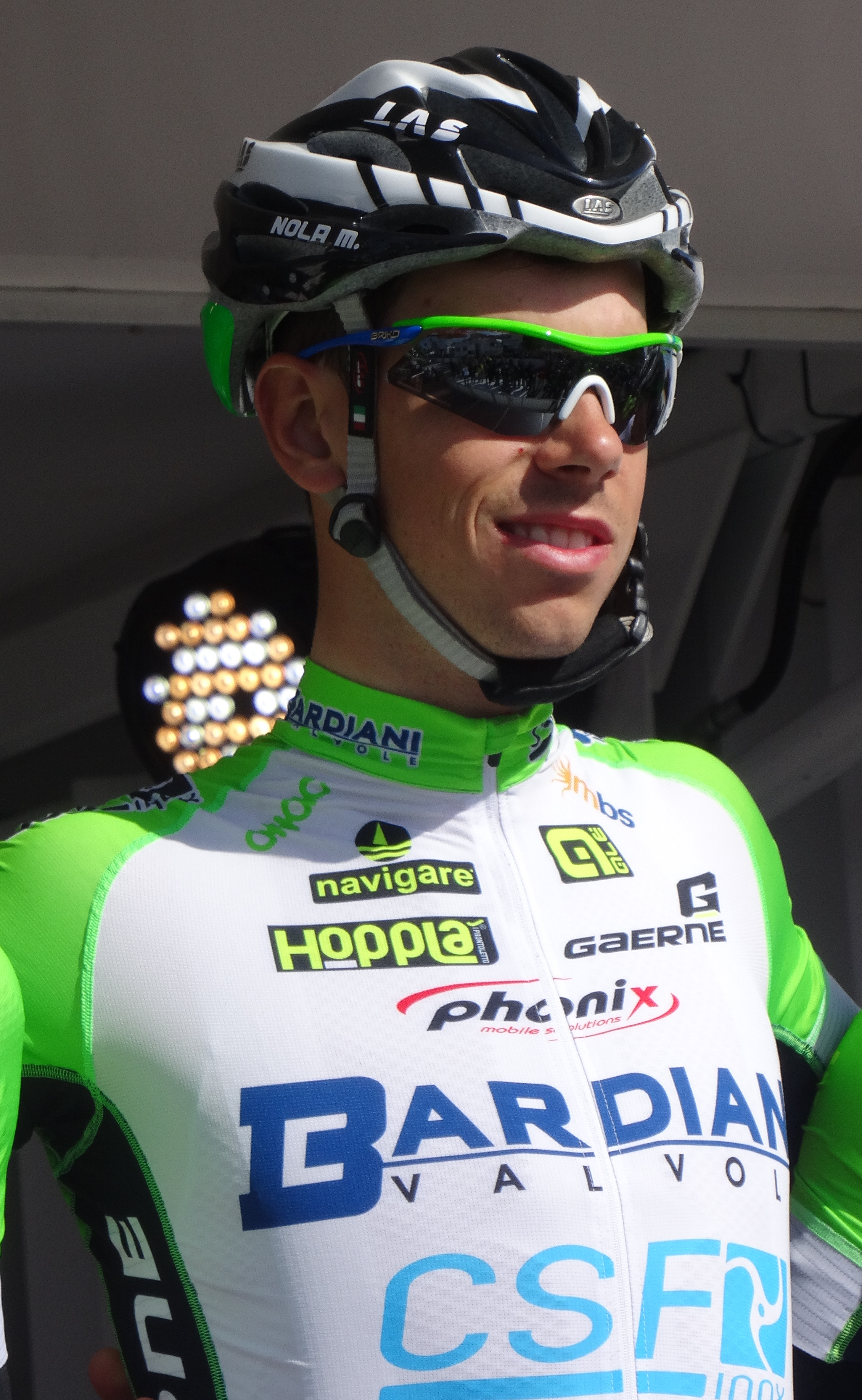
Angelo Pagani (2014)

Angelo Pagani (* 4. August 1988 in Mariano Comense) ist ein ehemaliger italienischer Straßenradrennfahrer.
Angelo Pagani wurde 2006 italienischer Vizemeister im Einzelzeitfahren der Juniorenklasse. Im nächsten Jahr wurde er Dritter beim Memorial Davide Fardelli und Zweiter beim Giro del Canavese und 2008 belegte er dort den siebten bzw. den dritten Platz. In der Saison 2009 fuhr Pagani für die italienische Mannschaft Bottoli Nordelettrica Ramonda. Dort gewann er mit seinem Team die Mannschaftszeitfahren beim Giro della Valle d’Aosta und bei der Vuelta a Tenerife.
Ende der Saison 2014 beendete er seine Karriere.

## Erfolge
2009
- Mannschaftszeitfahren Giro della Valle d’Aosta

2010
- eine Etappe Giro delle Regioni

2012
- Mannschaftszeitfahren Giro di Padania

## Teams
- 2011 Colnago-CSF Inox
- 2012 Colnago-CSF Inox
- 2013 Bardiani Valvole-CSF Inox
- 2014 Bardiani CSF